# Gara Leu
Gara Leu este o stație de cale ferată care deservește comuna Leu, județul Dolj, România.